# Manguiembou
Manguiembou (ou Manguiem) est un village du Cameroun situé dans le département du Noun et la Région de l'Ouest, sur la route qui relie Manki II à Massangam. Il fait partie de l'arrondissement de Malentouen.

## Population
En 1967, la localité comptait 913 habitants, principalement Bamoun. Lors du recensement de 2005, on y a dénombré 2 232 personnes.

## Infrastructures
Manguiembou dispose d'un lycée francophone, créé en 2012, d'un centre de santé et d'un marché hebdomadaire le jeudi.